# Dareka No Manazashi
Ánh nhìn của ai đó (Nhật: だれかのまなざし Dareka no Manazashi tiếng Anh: Someone's Gaze), là một anime ngắn của đạo diễn Makoto Shinkai. Ban đầu bộ phim được chiếu ở Tokyo International Forum (Trung tâm hội nghị Quốc tế Tokyo) vào ngày 10 tháng 2 năm 2013,  nó cũng đã được chiếu cùng với The Garden of Words của Shinkai trong suốt buổi chiếu ra mắt Nhật Bản vào ngày 31 tháng 5 năm 2013. Sau đó nó được đăng trên YouTube từ tháng 9 năm 2013 đến tháng 1 năm 2014. 
Dareka no Manazashi là một câu chuyện xúc động về tình cảm cha con qua sự trưởng thành của một phụ nữ trẻ tuổi, gần đây sống tự lập và mối quan hệ thay đổi của cô với cha. Câu chuyện là những hồi tưởng về cuộc sống gia đình của họ và sự kết nối của cô gái và cha thông qua con mèo mà cha cô tặng hồi nhỏ.
Các diễn viên lồng tiếng bao gồm Fumi Hirano, Satomi Hanamura, và Shinji Ogawa. Câu chuyện của Hirano rất quan trọng trong việc giúp Shinkai xây dựng bộ phim. Các nhân viên hàng đầu khác bao gồm Makoto Taiga, Miho Suzuki, và Takumi Tanji. Akihisa Matsuura chỉ đạo âm nhạc, và Kazusa đã viết và hát bài hát chủ đề "Sore de Ii yo" (そ れ で い い よ よ,It's all fine) . Các nhận xét và bình luận trực tuyến chủ yếu ca ngợi bộ phim chân thực và nghệ thuật rực rỡ, trong khi nó chỉ bị chê trách vì quá ngắn gọn. Tác phẩm được miêu tả như là "một thứ cảm xúc sâu sắc", đặc biệt đối với người lớn tuổi do nhấn mạnh vào sự thay đổi mối quan hệ gia đình như một sự thay đổi theo thời gian.

## Nội dung
Được kể lại trong tương lai, câu chuyện xoay quanh một cô con gái độc thân Aya Okamura(岡村綾 Okamura Aya), cha mẹ cô, và con mèo cưng của họ Mii (ミ 一 ? ) . Aya gần đây đã nhận một công việc cho phép cô rời khỏi nhà và sống tự lập, và cha cô, Kōji (浩 司 ? ) sống ở nhà một mình với con mèo trong khi mẹ của Aya, Minako (美 菜子) , đang làm việc ở nước ngoài. Mii là một con mèo già, ban đầu được cha Aya nhận nuôi khi còn là một con mèo con để giúp con gái nhỏ của mình vui vẻ khi mẹ cô đi công tác, còn bây giờ nó đang trong tình trạng sức khoẻ rất kém. Câu chuyện được kể lại từ góc nhìn của Mii.  
Câu chuyện bắt đầu với Aya trở về nhà sau một ngày bận rộn trong công việc.  Khi nằm nghỉ trên giường, cô nhận được một cú điện thoại từ cha cô, ông muốn ăn tối với cô. Tuy nhiên, cô ấy từ chối bằng cách nói dối về việc vẫn đang làm việc. Người kể chuyện hồi tưởng lại về thời thơ ấu và cuộc sống gia đình của Aya, đặc biệt là sự trưởng thành và tự lập của cô đã tạo ra khoảng cách giữa cô và cha cô, ông cô đơn và mong hạnh phúc cho cô. Đêm đó, Aya tỉnh giấc với một cú điện thoại khác từ cha cô.  Sau khi biết được cái chết của Mii, cô đến thăm cha cô và ăn trưa với ông, một khoảng thời gian mang hai người lại gần nhau hơn. Không lâu sau, Aya tới thăm cha cô để thăm con mèo con mới mua, đồng thời đón mẹ Aya trở về. Mẹ cô nhấn chuông trong sự vui vẻ của cha con Aya và gia đình cô đoàn tụ.

## Sản xuất
Tầm quan trọng của tình cảm gia đình là chủ đề chính của bộ phim. Dareka no Manazashi đã được Makoto Shinkai - đạo diễn Tiếng gọi từ vì sao xa và 5 centimet trên giây. Bộ phim được sản xuất bởi CoMix Wave Films, NEST, và TYO M1 Production cùng với The Answer Studio Co., Ltd. Trợ lý đạo diễn là Makoto Taiga, đạo diễn phim hoạt hình và nhà thiết kế nhân vật Là Miho Suzuki, và giám đốc nghệ thuật là Takumi Tanji. Âm nhạc được sáng tác bởi Akihisa Matsuura, và bài hát chủ đề "Sore de Ii yo" (それでいいよ lit. It's all fine) được thực hiện bởi ca sĩ kiêm nhạc sĩ Kazusa. Shinkai nói rằng ông chọn Kazusa để thực hiện bài hát chủ đề vì cô có thể tạo ra "một loại âm nhạc trong cuộc gặp gỡ với tuổi thơ ", phù hợp với chủ đề của bộ phim. Các diễn viên tham gia lồng tiếng bao gồm Fumi Hirano lồng tiếng cho Mii, Satomi Hanamura cho Aya Okamura, và Shinji Ogawa cho Kōji Okamura. Bộ phim chỉ dài 6 phút 44 giây nhưng để lại rất nhiều cảm xúc cho người xem. 
Bộ phim được thực hiện với sự hỗ trợ của Tập đoàn Bất động sản Nomura trong Proud Box Appreciation Festival, một cuộc triển lãm trong nhà tại Trung tâm hội nghị Quốc tế Tokyo. Theo Shinkai, thách thức lớn nhất trong dự án là giữ cho bộ phim vừa ngắn vừa có tính giải trí trong khi cũng phải bao gồm hai chủ đề chính: tình cảm gia đình và tương lai. Nhờ Hirano cung cấp bối cảnh, nhân vật và hiểu biết sâu sắc về tính cách của họ, đã giúp cho Shinkai xây dựng thành công bộ phim. 

## Phát hành
Dareka no Manazashi đã được công bố trên trang web chính thức của Shinkai vào ngày 10 tháng 1 năm 2013. Vào ngày 23 tháng 1, Tập đoàn Bất Động sản Nomura đã phát hành trailer,  và công bố kế hoạch chiếu phim ngắn vào ngày 10 tháng 2 trong "Proud Box Appreciation Festival". Vào ngày 22 tháng 5 năm 2013, Shinkai công bố rằng anh cũng sẽ trình chiếu ngắn cùng với buổi ra mắt bộ phim The Garden of Words vào ngày 31 tháng 5 năm 2013.  Hai bộ phim cũng được chiếu cùng nhau ở Ý vào ngày 21 tháng 5 năm 2014. 
Toàn bộ bộ phim đã được tải lên YouTube thông qua ProudChannel của Nomura Real Estate Group (Tập đoàn Bất Động sản Nomura) vào ngày 5 tháng 9 năm 2013,  và được phát trực tuyến từ ngày 9 tháng 9. Phụ đề tiếng Anh được bổ sung vào ngày 11 tháng 9.  Ban đầu, bộ phim dự kiến sẽ ngưng chiếu vào ngày 12 tháng 1 năm 2014,  nhưng vẫn chiếu cho đến ngày 21 tháng 1. Trong bốn tháng, đã có hơn 745.000 lượt xem. Vào ngày 28 tháng 3 năm 2014, Dareka no Manazashi đã được đưa vào "Extras" trong phiên bản giới hạn của The Garden of Words phát hành bởi Kazé Lưu trữ ngày 3 tháng 6 năm 2017 tại Wayback Machine ở Đức (phụ đề tiếng Đức). 

## Đón nhận
Dareka no Manazashi được đón nhận một cách tích cực ở Nhật Bản và thu hút được sự quan tâm đặc biệt trên YouTube. Megumi Sawai của RocketNews24 trích dẫn những gì cô gọi là các bình luận trực tuyến điển hình về bộ phim, tất cả đều mô tả những ảnh hưởng cảm xúc của nó: "Nó rất hay và sâu sắc trong cảm xúc", "Thật tuyệt vời, tôi đã rơi lệ". Sawai đã ghi nhận bộ phim có chất lượng cao về nghệ thuật và thông điệp của nó đã nhắc nhở cô về "mối liên hệ giữa các thành viên trong gia đình, điều đó vẫn không thay đổi ngay cả khi hình thức của một gia đình thay đổi".  ASCII.jp nói rằng "ngay cả những người xem trẻ cũng có thể bị cảm động bởi sự cảm thông" sau khi xem nó, nhưng tác động cảm xúc lớn nhất của nó có lẽ là đối với khán giả lớn tuổi. 
Theo Curtis Stone, đó là tác phẩm nghệ thuật "rực rỡ và tỉ mỉ" và là câu chuyện "đặc biệt", cùng với việc thực hiện và phát triển nhân vật, ông cảm thấy rằng Dareka no Manazahshi  "hoàn toàn xuất sắc" mặc dù nó rất ngắn. Stone ấn tượng nhất bởi cách mọi người có thể dễ dàng cảm nhận đến cảm xúc các nhân vật mặc dù bộ phim rất ngắn. Chỉ có một lời chỉ trích nhỏ của ông là kết thúc câu chuyện lại mở ra những câu hỏi trêu chọc về tương lai của gia đình, mặc dù ông lưu ý rằng điều này không làm mất đi thông điệp của bộ phim.  UKAniFest gọi bộ phim ngắn "nhịp đập con tim" và đặc biệt nó là một trong những "viên ngọc nhỏ" khó tìm ra. 